# Verachthonius moritzi
Verachthonius moritzi är en kvalsterart som beskrevs av Lee 1982. Verachthonius moritzi ingår i släktet Verachthonius och familjen Brachychthoniidae. Inga underarter finns listade i Catalogue of Life.